# شیاد (فیلم ۲۰۰۱)
شیاد (انگلیسی: Impostor) یک فیلم علمی تخیلی و دلهره‌آور روان‌شناختی آمریکایی به کارگردانی گری فلدر و محصول سال ۲۰۰۱ است. این فیلم بر اساس داستان کوتاه «شیاد» نوشتهٔ فیلیپ کی. دیک (منتشرشده در ۱۹۵۳) ساخته شده است. هنرپیشه‌های آن گری سینایس، مادلین استو، وینسنت دن آفریو، تونی شالهوب و مکای فایفر هستند.

## داستان
در سال ۲۰۳۹، زمین توسط یک تمدن بیگانه از آلفا قنطورس مورد حمله قرار می‌گیرد. گنبدهای میدانی نیرو برای محافظت از شهرها برپا می‌شوند و یک حکومت نظامی جهانی توتالیتر برای تأثیرگذاری بر جنگ و بقای انسان‌ها ایجاد می‌شود.

## بازخوردها
این فیلم نقدهای منفی از منتقدان دریافت کرد. راتن تومیتوز بر اساس ۹۶ نقد، امتیاز ۲۴٪ را به فیلم می‌دهد که میانگین امتیاز آن ۴ از ۱۰ است.
فیلم کمی بیش از ۶ میلیون دلار در باکس آفیس در ایالات متحده و کانادا به‌دست‌آورد که در سراسر جهان بیش از ۸ میلیون دلار تخمین زده می‌شود، بنابراین این فیلم را به یک شکست در گیشه تبدیل کرد.